# Landshövding
En landshövding är statens representant i Sveriges län. 
I Finland avskaffades både de formella länen och titeln landshövding 2009. Landshövdingen på Åland finns dock kvar och har en särskild ställning på grund av Ålands självstyre.
Titeln landshövding användes också för den danska statens högsta representant på Island 1873–1904 och på Grönland 1950–1979. Motsvarande befattning i Danmark har senare kallats statsamtmand och i Norge statsforvalter (tidigare fylkesmann). 
i Frankrike benämns ämbetet préfet (prefekt), i Tyskland Regierungspräsident (vilket inte ska sammanblandas med en delstatlig regeringschef, som benämns Ministerpräsident), och i Österrike Landeshauptmann. I Storbritannien svarar Lord Lieutenant (Lordlöjtnant) för de representativa delarna av uppdraget.
Begreppet landshövdingska som benämning för en landshövdings hustru är belagt under 1800-talet.

## Landshövdingarna i Sverige
I Sverige är en landshövding vad som närmast kan ses som en representant för länet gentemot staten, näringslivet, organisationer och allmänheten. Syftet är att landshövdingen ska löpande informera staten om länets tillstånd och behov. Detta medför att landshövdingarna, liksom länsstyrelserna, har en dubbel representationsroll i förhållande till staten. Dels som statens företrädare gentemot länet, och dels som länets "företrädare" gentemot staten.
Landshövdingarna i Sverige kallades fram till 1958 officiellt Kunglig Majestäts befallningshavande eller bara konungens befallningshavande. Detta epitet används ibland fortfarande med en lite skämtsam underton. De hade fram till mitten av 1900-talet även en speciell uniform under resor i länet, en landshövdingeuniform. I den rangordning som gällde fram till 1909 hade landshövding generalmajors rang.
Landshövdingens ställföreträdare, som också är länsstyrelsens chefstjänsteman, kallas länsråd. I Stockholms, Västra Götalands och Skåne län kallas ställföreträdaren i stället länsöverdirektör.
Landshövdingarna är skyldiga att bo i den tjänstebostad som de anvisas,  länsresidenset. Den ort där länsresidenset ligger kallas residensstad.
En landshövding i Sverige har ett förordnande under sex år. Det finns dock möjlighet för detta att förlängas med som mest ytterligare tre år, vilket innebär att den maximala tiden en person kan inneha ämbetet som landshövding är nio år.